# Temporada 1995-96 de los Chicago Bulls
La temporada 1995-96 fue la trigésima de los Chicago Bulls en la NBA. La temporada regular acabaron con 72 victorias y 10 derrotas, ocupando la primera posición de la Conferencia Este, clasificándose para los playoffs, en los que se proclamaron campeones por cuarta vez en su historia, derrotando en las Finales de la NBA a los Seattle SuperSonics.

## Elecciones en elDraft
| Ronda | Puesto | Jugador       | Posición  | Nacionalidad        | Universidad/Club    |
| ----- | ------ | ------------- | --------- | ------------------- | ------------------- |
| 1     | 20     | Jason Caffey  | Ala-Pívot | Estados Unidos      | Alabama             |
| 2     | 31     | Dragan Tarlać | Pívot     | Serbia y Montenegro | Olympiakos (Grecia) |

## Temporada regular
| División Central      | División Central | División Central | División Central | División Central | División Central | División Central | División Central | División Central |
| Equipo                | G                | P                | %                | PD               | Casa             | Fuera            | Div              |                  |
| --------------------- | ---------------- | ---------------- | ---------------- | ---------------- | ---------------- | ---------------- | ---------------- | ---------------- |
| y-Chicago Bulls       | 72               | 10               | .878             | –                | 39–2             | 33–8             | 24–4             |                  |
| x-Indiana Pacers      | 52               | 30               | .634             | 20.0             | 32–9             | 20–21            | 19–9             |                  |
| x-Cleveland Cavaliers | 47               | 35               | .573             | 25.0             | 26–15            | 21–20            | 13–15            |                  |
| x-Atlanta Hawks       | 46               | 36               | .561             | 26.0             | 26–15            | 20–21            | 15–13            |                  |
| x-Detroit Pistons     | 46               | 36               | .561             | 26.0             | 30–11            | 16–25            | 15–13            |                  |
| Charlotte Hornets     | 41               | 41               | .500             | 31.0             | 25–16            | 16–25            | 13–15            |                  |
| Milwaukee Bucks       | 25               | 57               | .305             | 47.0             | 14–27            | 11–30            | 8–20             |                  |
| Toronto Raptors       | 21               | 61               | .256             | 51.0             | 15–26            | 6–35             | 5–23             |                  |

## Playoffs

### Primera ronda
Chicago Bulls  vs. Miami Heat
| Fecha       | Partido                           | Ciudad  |
| ----------- | --------------------------------- | ------- |
| 26 de abril | Chicago Bulls 102, Miami Heat 85  | Chicago |
| 28 de abril | Chicago Bulls 106, Miami Heat 75  | Chicago |
| 1 de mayo   | Miami Heat 91, Chicago Bulls 112  | Miami   |
|             | Chicago Bulls gana las series 3-0 |         |

### Semifinales de Conferencia
Chicago Bulls vs. New York Knicks
| Fecha      | Partido                               | Ciudad     |
| ---------- | ------------------------------------- | ---------- |
| 5 de mayo  | Chicago Bulls 91, New York Knicks 84  | Chicago    |
| 7 de mayo  | Chicago Bulls 91, New York Knicks 80  | Chicago    |
| 11 de mayo | New York Knicks 102, Chicago Bulls 99 | Nueva York |
| 12 de mayo | New York Knicks 91, Chicago Bulls 94  | Nueva York |
| 14 de mayo | Chicago Bulls 94, New York Knicks 81  | Chicago    |
|            | Chicago Bulls gana las series 4-1     |            |

### Finales de Conferencia
Chicago Bulls  vs. Orlando Magic
| Fecha      | Partido                              | Ciudad  |
| ---------- | ------------------------------------ | ------- |
| 19 de mayo | Chicago Bulls 121, Orlando Magic 83  | Chicago |
| 21 de mayo | Chicago Bulls 93, Orlando Magic 88   | Chicago |
| 25 de mayo | Orlando Magic 67, Chicago Bulls 86   | Orlando |
| 27 de mayo | Orlando Magic 101, Chicago Bulls 106 | Orlando |
|            | Chicago Bulls gana las series 4-0    |         |

### Finales de la NBA
Chicago Bulls vs. Seattle SuperSonics
| Fecha       | Partido                                   | Ciudad  |
| ----------- | ----------------------------------------- | ------- |
| 5 de junio  | Chicago Bulls 107, Seattle SuperSonics 90 | Chicago |
| 7 de junio  | Chicago Bulls 92, Seattle SuperSonics 88  | Chicago |
| 9 de junio  | Seattle SuperSonics 86, Chicago Bulls 108 | Seattle |
| 12 de junio | Seattle SuperSonics 107, Chicago Bulls 86 | Seattle |
| 14 de junio | Seattle SuperSonics 89, Chicago Bulls 78  | Seattle |
| 16 de junio | Chicago Bulls 87, Seattle SuperSonics 75  | Chicago |
|             | Chicago Bulls gana las finales 4-2        |         |

## Estadísticas

### Temporada regular
| Rk | Jugador         | Edad | P  | PT | MP   | TC   | TCI  | %TC  | T3  | T3I | %T3   | TL  | TLI | %TL  | RO  | RD  | RT   | AS  | RB  | TAP | BP  | FP  | PTS  |
| -- | --------------- | ---- | -- | -- | ---- | ---- | ---- | ---- | --- | --- | ----- | --- | --- | ---- | --- | --- | ---- | --- | --- | --- | --- | --- | ---- |
| 1  | Michael Jordan  | 32   | 82 | 82 | 37.7 | 11.2 | 22.6 | .495 | 1.4 | 3.2 | .427  | 6.7 | 8.0 | .834 | 1.8 | 4.8 | 6.6  | 4.3 | 2.2 | 0.5 | 2.4 | 2.4 | 30.4 |
| 2  | Scottie Pippen  | 30   | 77 | 77 | 36.7 | 7.3  | 15.8 | .463 | 1.9 | 5.2 | .374  | 2.9 | 4.2 | .679 | 2.0 | 4.5 | 6.4  | 5.9 | 1.7 | 0.7 | 2.7 | 2.6 | 19.4 |
| 3  | Dennis Rodman   | 34   | 64 | 57 | 32.6 | 2.3  | 4.8  | .480 | 0.0 | 0.4 | .111  | 0.9 | 1.7 | .528 | 5.6 | 9.3 | 14.9 | 2.5 | 0.6 | 0.4 | 2.2 | 3.1 | 5.5  |
| 4  | Luc Longley     | 27   | 62 | 62 | 26.5 | 3.9  | 8.1  | .482 | 0.0 | 0.0 |       | 1.3 | 1.7 | .777 | 1.7 | 3.5 | 5.1  | 1.9 | 0.4 | 1.4 | 1.8 | 3.6 | 9.1  |
| 5  | Toni Kukoč      | 27   | 81 | 20 | 26.0 | 4.8  | 9.7  | .490 | 1.1 | 2.7 | .403  | 2.5 | 3.3 | .772 | 1.4 | 2.6 | 4.0  | 3.5 | 0.8 | 0.3 | 1.4 | 1.9 | 13.1 |
| 6  | Ron Harper      | 32   | 80 | 80 | 23.6 | 2.9  | 6.3  | .467 | 0.4 | 1.3 | .269  | 1.2 | 1.7 | .705 | 0.9 | 1.7 | 2.7  | 2.6 | 1.3 | 0.4 | 0.9 | 1.7 | 7.4  |
| 7  | Steve Kerr      | 30   | 82 | 0  | 23.4 | 3.0  | 5.9  | .506 | 1.5 | 2.9 | .515  | 1.0 | 1.0 | .929 | 0.3 | 1.0 | 1.3  | 2.3 | 0.8 | 0.0 | 0.5 | 1.3 | 8.4  |
| 8  | Bill Wennington | 32   | 71 | 20 | 15.0 | 2.4  | 4.8  | .493 | 0.0 | 0.0 | 1.000 | 0.5 | 0.6 | .860 | 0.8 | 1.6 | 2.5  | 0.6 | 0.3 | 0.2 | 0.5 | 2.4 | 5.3  |
| 9  | Dickey Simpkins | 23   | 60 | 12 | 11.4 | 1.3  | 2.7  | .481 | 0.0 | 0.0 | 1.000 | 1.0 | 1.6 | .629 | 1.1 | 1.5 | 2.6  | 0.6 | 0.2 | 0.1 | 0.9 | 1.3 | 3.6  |
| 10 | John Salley     | 31   | 17 | 0  | 11.2 | 0.7  | 2.1  | .343 | 0.0 | 0.0 |       | 0.7 | 1.2 | .600 | 1.2 | 1.4 | 2.5  | 0.9 | 0.5 | 0.9 | 0.9 | 2.2 | 2.1  |
| 11 | Jud Buechler    | 27   | 74 | 0  | 10.0 | 1.5  | 3.3  | .463 | 0.5 | 1.2 | .444  | 0.2 | 0.3 | .636 | 0.6 | 0.9 | 1.5  | 0.8 | 0.5 | 0.1 | 0.5 | 0.9 | 3.8  |
| 12 | Randy Brown     | 27   | 68 | 0  | 9.9  | 1.1  | 2.8  | .406 | 0.0 | 0.2 | .091  | 0.4 | 0.7 | .609 | 0.3 | 0.7 | 1.0  | 1.1 | 0.8 | 0.2 | 0.5 | 1.3 | 2.7  |
| 13 | James Edwards   | 40   | 28 | 0  | 9.8  | 1.5  | 3.9  | .373 | 0.0 | 0.0 |       | 0.6 | 0.9 | .615 | 0.5 | 0.9 | 1.4  | 0.4 | 0.0 | 0.3 | 0.8 | 2.2 | 3.5  |
| 14 | Jason Caffey    | 22   | 57 | 0  | 9.6  | 1.2  | 2.8  | .438 | 0.0 | 0.0 | .000  | 0.7 | 1.2 | .588 | 0.9 | 1.1 | 1.9  | 0.4 | 0.2 | 0.1 | 0.8 | 1.6 | 3.2  |
| 15 | Jack Haley      | 32   | 1  | 0  | 7.0  | 2.0  | 6.0  | .333 | 0.0 | 0.0 |       | 1.0 | 2.0 | .500 | 1.0 | 1.0 | 2.0  | 0.0 | 0.0 | 0.0 | 1.0 | 2.0 | 5.0  |

### Playoffs
| Rk | Jugador         | Edad | P  | PT | MP   | TC   | TCI  | %TC  | T3  | T3I | %T3  | TL  | TLI  | %TL  | RO  | RD  | RT   | AS  | RB  | TAP | BP  | FP  | PTS  |
| -- | --------------- | ---- | -- | -- | ---- | ---- | ---- | ---- | --- | --- | ---- | --- | ---- | ---- | --- | --- | ---- | --- | --- | --- | --- | --- | ---- |
| 1  | Scottie Pippen  | 30   | 18 | 18 | 41.2 | 6.2  | 15.9 | .390 | 1.7 | 5.8 | .286 | 2.8 | 4.4  | .638 | 3.4 | 5.1 | 8.5  | 5.9 | 2.6 | 0.9 | 2.3 | 2.8 | 16.9 |
| 2  | Michael Jordan  | 32   | 18 | 18 | 40.7 | 10.4 | 22.6 | .459 | 1.4 | 3.4 | .403 | 8.5 | 10.4 | .818 | 1.7 | 3.2 | 4.9  | 4.1 | 1.8 | 0.3 | 2.3 | 2.7 | 30.7 |
| 3  | Dennis Rodman   | 34   | 18 | 15 | 34.4 | 2.8  | 5.7  | .485 | 0.0 | 0.0 |      | 1.9 | 3.3  | .593 | 5.4 | 8.3 | 13.7 | 2.1 | 0.8 | 0.4 | 2.3 | 4.2 | 7.5  |
| 4  | Toni Kukoč      | 27   | 15 | 5  | 29.3 | 3.9  | 10.1 | .391 | 0.9 | 4.5 | .191 | 2.1 | 2.5  | .838 | 1.3 | 2.9 | 4.2  | 3.9 | 0.9 | 0.3 | 1.7 | 2.2 | 10.8 |
| 5  | Ron Harper      | 32   | 18 | 16 | 27.4 | 3.2  | 7.4  | .425 | 0.8 | 2.6 | .319 | 1.6 | 2.3  | .690 | 1.4 | 2.3 | 3.7  | 2.5 | 1.4 | 0.4 | 1.0 | 2.1 | 8.8  |
| 6  | Luc Longley     | 27   | 18 | 18 | 24.4 | 3.4  | 7.2  | .469 | 0.0 | 0.0 |      | 1.6 | 2.1  | .757 | 1.9 | 2.7 | 4.6  | 1.6 | 0.4 | 1.4 | 2.1 | 4.6 | 8.3  |
| 7  | Steve Kerr      | 30   | 18 | 0  | 19.8 | 2.2  | 4.8  | .448 | 0.9 | 2.9 | .321 | 1.5 | 1.7  | .871 | 0.2 | 0.8 | 1.0  | 1.7 | 0.8 | 0.0 | 0.7 | 1.2 | 6.8  |
| 8  | Bill Wennington | 32   | 18 | 0  | 9.4  | 1.4  | 2.8  | .520 | 0.0 | 0.1 | .000 | 0.1 | 0.2  | .500 | 0.6 | 1.1 | 1.7  | 0.5 | 0.2 | 0.1 | 0.3 | 1.7 | 3.0  |
| 9  | Jud Buechler    | 27   | 17 | 0  | 7.5  | 1.1  | 2.2  | .474 | 0.5 | 1.2 | .381 | 0.1 | 0.2  | .500 | 0.1 | 0.5 | 0.6  | 0.4 | 0.4 | 0.0 | 0.5 | 0.8 | 2.7  |
| 10 | Randy Brown     | 27   | 16 | 0  | 7.0  | 1.0  | 1.8  | .571 | 0.2 | 0.4 | .500 | 0.6 | 0.8  | .750 | 0.2 | 0.4 | 0.6  | 0.4 | 0.3 | 0.1 | 0.4 | 1.1 | 2.8  |
| 11 | John Salley     | 31   | 16 | 0  | 5.3  | 0.4  | 0.7  | .545 | 0.0 | 0.0 |      | 0.1 | 0.4  | .286 | 0.3 | 0.4 | 0.7  | 0.4 | 0.1 | 0.1 | 0.3 | 1.6 | 0.9  |
| 12 | James Edwards   | 40   | 6  | 0  | 4.7  | 0.7  | 1.5  | .444 | 0.0 | 0.0 |      | 0.5 | 0.7  | .750 | 0.0 | 0.7 | 0.7  | 0.0 | 0.0 | 0.0 | 0.2 | 1.7 | 1.8  |

## Galardones y récords
| Jugador/Persona | Galardón |
| Michael Jordan  | MVP de la NBA MVP de las Finales de la NBA MVP del All-Star Game de la NBA Mejor quinteto de la NBA Mejor quinteto defensivo de la NBA All-Star |
| Scottie Pippen  | Mejor quinteto de la NBA Mejor quinteto defensivo de la NBA All-Star                                                                            |
| Dennis Rodman   | Mejor quinteto defensivo de la NBA |
| Toni Kukoč      | Mejor sexto hombre de la NBA |
| Phil Jackson    | Entrenador del Año de la NBA |
| Jerry Krause    | Ejecutivo del Año de la NBA |